# Fukienogomphus choifongae
Fukienogomphus choifongae là loài chuồn chuồn trong họ Gomphidae. Loài này được Wilson & Tam mô tả khoa học đầu tiên năm 2006.